# Wilhelm Brasse
Wilhelm Brasse (* 3. Dezember 1917 in Saybusch (Żywiec), Österreich-Ungarn; † 23. Oktober 2012 ebenda) war ein polnischer Fotograf und Überlebender des Konzentrationslagers Auschwitz (Lagerteil Auschwitz I, das Stammlager). Als Häftling wurde er vier Jahre lang von der SS gezwungen, als Lagerfotograf zu arbeiten. Ihm gelang am Haftende die Rettung der meisten von ihm gefertigten Negative vor der beabsichtigten Zerstörung. Sie dokumentieren viele Opfer der Judenverfolgung (Shoah). In seinen letzten Lebensjahren betätigte er sich als Zeitzeuge der NS-Verbrechen.

## Leben
Brasse wurde 1917 als Sohn eines Österreichers und einer Polin in Saybusch (heute Żywiec), Galizien, geboren. Nach dem Ersten Weltkrieg wurde seine Geburtsstadt Teil des nun erneut unabhängigen Polen. Als Jugendlicher begann er eine Lehre als Fotograf in Kattowitz. Zum Zeitpunkt des deutschen Überfalls auf Polen 1939 war er polnischer Soldat. 1940 wurde er beim Versuch, sich über die Grenze nach Ungarn durchzuschlagen – nach eigenen Worten als Zeitzeuge – zunächst von ungarischen Grenzsoldaten gefangen genommen, an mutmaßliche ukrainische Polizisten weitergereicht und durch Deutsche mehrwöchig inhaftiert. Diese stellten ihn vor die Wahl, entweder in die Wehrmacht einzutreten oder in die Gefangenschaft zu gehen. Brasse entschied sich für Letzteres und wurde am 31. August 1940 in das KZ Auschwitz gebracht, das damals noch ein Lager für polnische Gefangene war, und erhielt die Lagernummer 3.444.

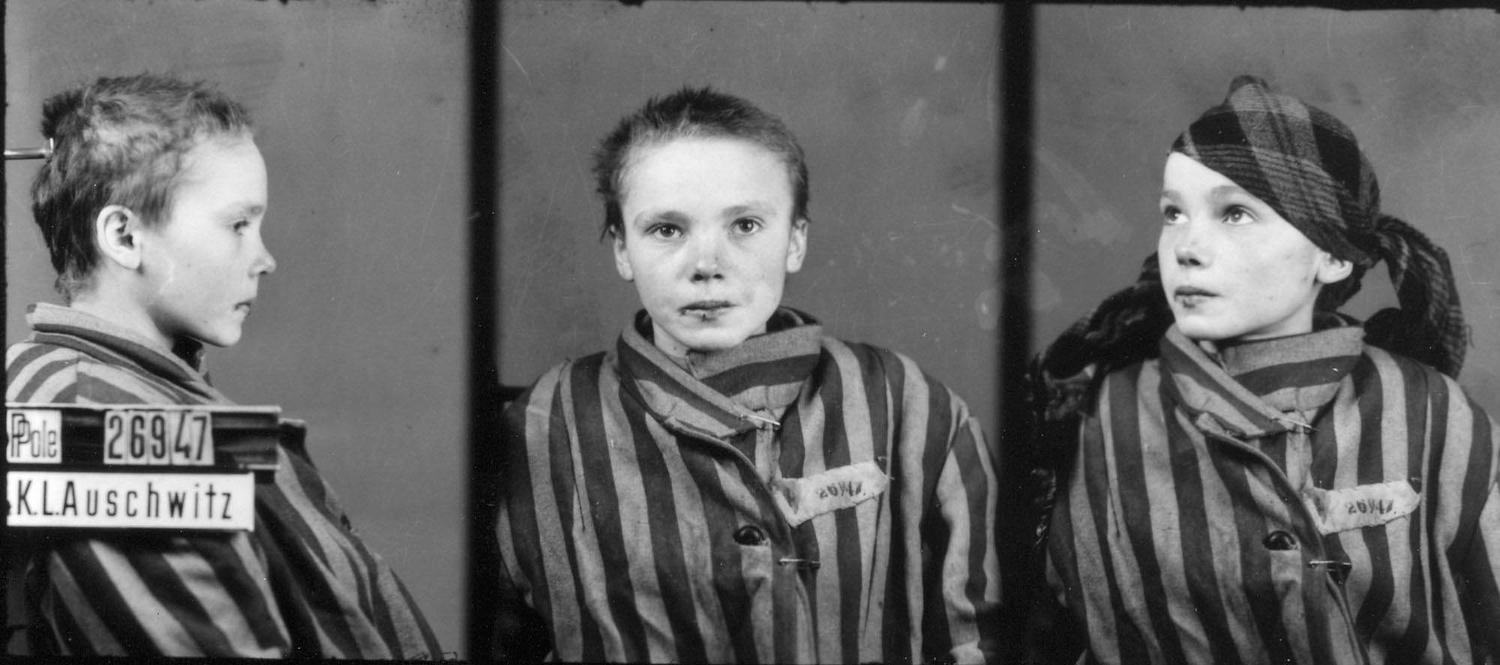
Eines der erhalten gebliebenen Fotos von Wilhelm Brasse; es zeigt die 14-jährige Czesława Kwoka, die 1943 im KZ Auschwitz ermordet wurde

Nach zwei Wochen Quarantäne und monatelanger Zwangsarbeit wurde er auf Grund seiner fotografischen Fähigkeiten und seiner Deutschkenntnisse von der Gestapo als Fotograf beim Erkennungsdienst eingesetzt. Dort war es seine Hauptaufgabe, die ankommenden Häftlinge für die Lagerkartei zu fotografieren. Insgesamt fotografierte er 40.000 bis 50.000 Personen. 1942 trafen die ersten jüdischen Gefangenen im KZ Auschwitz ein, und Ärzte wie Josef Mengele begannen ihre menschenverachtenden Experimente; auch deren Opfer musste er fotografieren. Im Juli 1943 wurden die erkennungsdienstlichen Aufnahmen der Häftlinge auf Befehl des Reichssicherheitshauptamtes in Berlin im Lager weitgehend eingestellt; Grund war der Mangel an Fotomaterial. Bis zum Januar 1945 wurden nur noch deutsche Gefangene fotografiert.
Obwohl Brasse und die anderen Mitarbeiter des Erkennungsdienstes streng überwacht wurden, gelang es ihnen, Dokumente zu fälschen, die anderen Gefangenen bei der Flucht halfen, und Informationen zum polnischen Untergrund in Krakau zu schmuggeln. Kurz vor der Befreiung, am 15. Januar 1945 bekam Brasse vom Leiter des Erkennungsdienstes Bernhard Walter den Auftrag, alle Fotografien zu vernichten, um die Beweise für den Massenmord zu beseitigen. Er zündete befehlsgemäß die Abzüge und Negative an, die allerdings nur schwer brannten und löschte sie wieder, sobald sein Vorgesetzter den Raum verlassen hatte. Die Negative von 38.969 Häftlingsportraits waren in einem Schrank in Auschwitz verblieben und überdauerten so den Krieg. Aus diesem Grund sind diese Zeugnisse eines Teils der Verbrechen im KZ Auschwitz zum größten Teil erhalten geblieben.
Ab dem 21. Januar 1945 musste er sich dem Todesmarsch in Richtung Loslau anschließen. Von dort wurden die Häftlinge in offenen Kohlewaggons bei eisiger Kälte vier Tage lang bis zum Konzentrationslager Mauthausen in Oberösterreich gefahren. Nach viertägiger Quarantäne wurde er ins Außenlager KZ Melk verlegt und von dort am 16. April 1945 nach Ebensee. Dort wurde Brasse am 6. Mai von den US-amerikanischen Truppen befreit. 
Nach dem Krieg wollte Brasse zunächst wieder als Fotograf arbeiten, aber seine Zeit im KZ Auschwitz hatte ihn derart traumatisiert, dass er sich außerstande sah, jemals wieder durch einen Kamerasucher zu sehen. Er heiratete und wurde Vater von zwei Töchtern und einem Sohn. Bis zu seinem Tod lebte er in Żywiec, etwa 50 Kilometer von Oświęcim entfernt.
Erst für den Dokumentarfilm Der Porträtist von Ireneusz Dobrowolski gab Brasse 2005 seine Geschichte für einen Fernsehfilm zur Veröffentlichung frei; anschließend betätigte er sich bis zu seinem Tod engagiert als Zeitzeuge. Von Erich Hackl stammt der Brasse würdigende, 2007 erstmals publizierte und 2014 wiederveröffentlichte Text Der Fotograf von Auschwitz.

## Film
- Portrecista. Ireneusz Dobrowolski (Drehbuch und Regie). Dokumentation über Brasse und seine Aufnahmen im Konzentrationslager bis 1945. 2005, DVD-Film, Länge 52 Minuten. Engl. Titel The Portraitist.[11] Produziert von Anna Dobrowolska für einen polnischen Fernsehsender. Ausgezeichnet bei verschiedenen internationalen Festivals. Als DVD, Polnisch, mit Untertiteln in EN, DE, NLD, FR, HEBR, HU, IT, KOR, ESP.